# Drehbrücke (Krefeld)

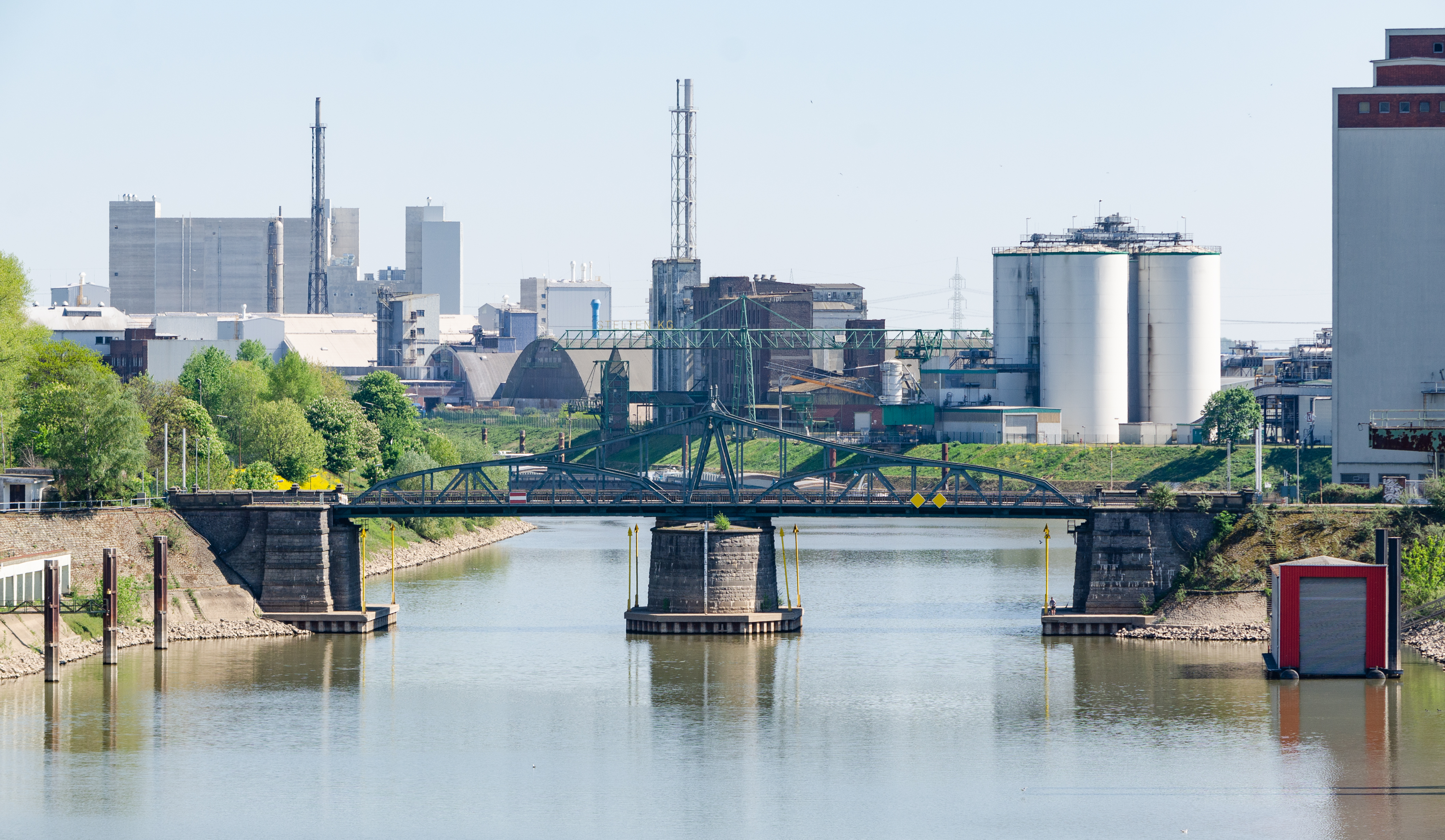
Drehbrücke am Linner Rheinhafen 2020

Die historische Drehbrücke in Krefeld-Linn verbindet den Stadtteil Linn mit der Landzunge zwischen dem Linner Rheinhafen und dem Rheinufer.
Sie hat eine Durchfahrtshöhe für die Schifffahrt von 12,70 m – den aktuellen Pegel in Duisburg.

## Geschichte

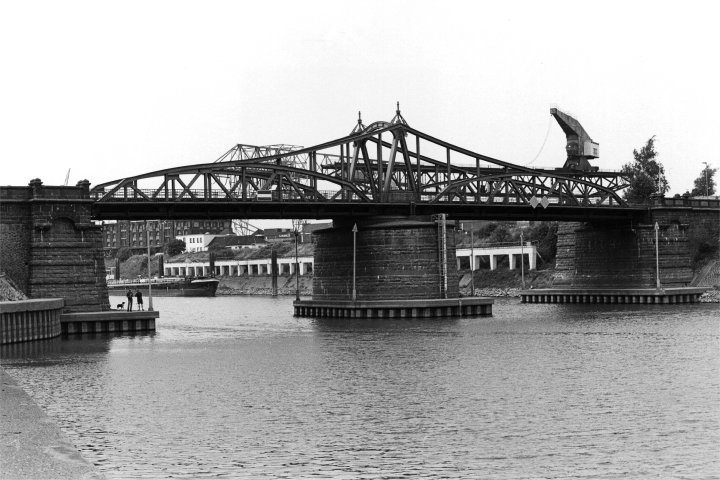
Drehbrücke im Rheinhafen Krefeld-Linn

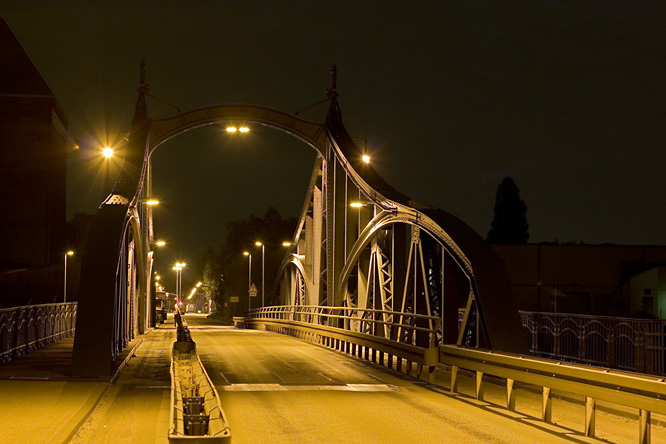
Drehbrücke bei Nacht

Mit Vertrag vom 4. Januar 1905 begann der Bau der Drehbrücke in Krefeld-Linn im Jugendstil. Am 1. September 1905 drehte sich die Drehbrücke zum ersten Mal.
Die Dorfgemeinde Linn wurde 1901 in die Stadt Krefeld eingemeindet. Sie lag mit ihrem Ortskern ca. 7 Kilometer östlich von Krefeld, ohne durchgehenden Korridor. Erst die Eingemeindung Oppums im Jahr 1907 ermöglichte Krefeld den direkten Zugang nach Linn und dem dort im November 1905 in Betrieb genommenen „Crefelder Rheinhafen“. 1910/11 bekam der Hafen eine Hafenbahn.
Die Drehbrücke sollte ein Symbol für einen guten Start in eine fortschrittliche Zukunft sein. Zu ihrer Einweihung war sie eine der modernsten Drehbrücken in Deutschland. Am 6. Juli 1906 wurde die Eröffnung gefeiert. Kaiser Wilhelm II. wollte die Einweihung zunächst persönlich vornehmen, doch seine Majestät war unabkömmlich. Er versprach dann zumindest die Entsendung von zwei Torpedobooten. Doch selbst diese erreichten wegen schlechten Wetters ihr Ziel nicht rechtzeitig. Bis heute ist die Brücke inklusive ihrer Antriebstechnik in funktionstüchtigem Originalzustand. Daher steht sie unter Denkmalschutz. Zwischen den 1970er und 1990er Jahren wurde die Brücke mehrmals aufwendig restauriert.
Das einzige Defizit der Brücke besteht in ihrer eingeschränkten Leistungsfähigkeit beim Lkw-Verkehrsaufkommen. Sowohl betriebstechnisch (einschließlich Tragfähigkeit) als auch mit ihren jeweils über 22 m breiten Schiffsöffnungen genügt sie heutigen und zukünftigen Anforderungen wie z. B. der Passagemöglichkeit der großen Containerschiff-Klasse mit einer maximalen Breite von 17,35 m vollauf.
Die Überlegungen reichten zunächst von einer Verlegung der Brücke bis zu ihrer Aufgabe. Derzeit sieht die Planung eine weitere Brücke vor, welche die Drehbrücke entlasten soll. Über die neue Brücke soll auch das Netz der Krefelder Hafenbahnbetriebe angeschlossen werden. Die Linner Drehbrücke soll dann nur noch von Fußgängern und Radfahrern genutzt werden können.

## Verkehr
Die Drehbrücke überbrückt als Teil der Hafenstraße die Schiffszufahrt in den Linner Rheinhafen. Sie ist heute einspurig und konnte zu Beginn auch mit Güterzügen befahren werden. Der Verkehr in Richtung Hafenkopf hat Vorrang. Die Brücke wird etwa 150 Mal im Jahr gedreht, wenn ein Schiff nicht unter der Brücke hindurch passt. Insbesondere bei Hochwasser ist dies oft der Fall.

## Technik
Bevor die Brücke gedreht werden kann, muss sie über ein System aus Hubkolben im Mittelpfeiler um 11 Zentimeter angehoben werden. Ein 30 PS starker Motor sorgt für den nötigen Druck, um die 700 Tonnen schwere Stahlkonstruktion zu heben. Dann kann die Brücke um 90 Grad um den Mittelpfeiler gedreht werden, um größere Schiffe passieren lassen zu können. Der Hebe-und-Drehvorgang kann auch ohne maschinelle Kraft erfolgen; vier Menschen sind dafür notwendig.